# Кубок Молдови з футболу 1992
Кубок Молдови з футболу 1992 — перший розіграш Кубка Молдови з футболу. Володарем трофея став клуб «Буджак».

## 1/16 фіналу
| Дата | Господарі               | Рахунок | Гості                  |
| ---- | ----------------------- | ------- | ---------------------- |
| Дата | Надія (Нові Анени)      | 0:5 0:7 | Тилігул (Тирасполь)    |
| Дата | Спікул (Флорешты)       | 0:2 0:6 | Буджак (Комрат)        |
| Дата | Флакера (Немирівка)     | 1:4 0:1 | Амоком (Кишинів)       |
| Дата | Кодру (Калараш)         | 4:2 1:1 | Кристал (Фалешти)      |
| Дата | Конструкторул (Кишинів) | 1:1 1:2 | Тигина (Бендери)       |
| Дата | Спікул (Кішкерень)      | 0:2 0:8 | Зімбру (Кишинів)       |
| Дата | Універсул (Чучелуни)    | 2:0 1:1 | Зоря (Глинне)          |
| Дата | Мотор (Сороки)          | 3:2 1:0 | Вієрул (Синжера)       |
| Дата | Автомобіліст (Криково)  | 1:1 1:0 | Ізвораш (Дреслічени)   |
| Дата | Вілія (Бричани)         | 1:7 0:4 | Молдова (Боросени)     |
| Дата | Ністру (Атаки)          | 5:1 2:2 | Сперанца (Дрокія)      |
| Дата | Локомотив (Бессарабка)  | 0:3 1:1 | Сперанца (Ніспорени)   |
| Дата | Конструкторул (Леово)   | 4:1 6:1 | Кристал (Глодяни)      |
| Дата | Ністру (Чобручі)        | 4:0 2:1 | Хайдук (Хинчешти)      |
| Дата | Трікон (Кагул)          | 3:1 4:1 | Мінерул (Єдинці)       |
| Дата | Делія (Унгені)          | 0:0 0:3 | Динамо-Кодру (Кишинів) |

## 1/8 фіналу
| Дата | Господарі              | Рахунок | Гості                  |
| ---- | ---------------------- | ------- | ---------------------- |
| Дата | Молдова (Боросени)     | 1:4 0:1 | Буджак (Комрат)        |
| Дата | Зімбру (Кишинів)       | 4:1 3:0 | Автомобіліст (Криково) |
| Дата | Сперанца (Ніспорени)   | 1:0 1:3 | Ністру (Атаки)         |
| Дата | Кодру (Калараш)        | 2:2 1:3 | Трікон (Кагул)         |
| Дата | Конструкторул (Леово)  | 2:1 0:4 | Універсул (Чучелени)   |
| Дата | Ністру (Чобручі)       | 3:0 2:1 | Мотор (Сороки)         |
| Дата | Амоком (Кишинів)       | 0:0 0:5 | Тилігул (Тирасполь)    |
| Дата | Динамо-Кодру (Кишинів) | 0:4 0:0 | Тигина (Бендери)       |

## 1/4 фіналу
| Дата | Господарі            | Рахунок | Гості            |
| ---- | -------------------- | ------- | ---------------- |
| Дата | Буджак (Комрат)      | 0:0 1:1 | Зімбру (Кишинів) |
| Дата | Ністру               | 3:2 1:2 | Трікон (Кагул)   |
| Дата | Універсул (Чучелени) | 3:1 0:2 | Ністру (Чобручі) |
| Дата | Тилігул (Тирасполь)  | 3:0 2:0 | Тигина (Бендери) |

## 1/2 фіналу
| Дата              | Господарі           | Рахунок | Гості            |
| ----------------- | ------------------- | ------- | ---------------- |
| 1 / 8 травня 1992 | Тилігул (Тирасполь) | 0:0 4:1 | Ністру (Чобручі) |
| 1 / 8 травня 1992 | Буджак (Комрат)     | 3:0 1:2 | Трікон (Кагул)   |

## Фінал
| 16 травня 1992 |

| Буджак                                           | 5:0  | Тилігул |
| ------------------------------------------------ | ---- | ------- |
| Покотило 21', 31' Александров 48', 60' Скала 89' | Звіт |         |

| Республіканський, Кишинів Глядачів: 6 000 Арбітр: Є. Виговський (Кишинів) |